# کنتون، دوون
کنتون (به انگلیسی: Kenton) یک روستا و محله مدنی در بریتانیا است که در Teignbridge واقع شده‌است. کنتون ۳٬۰۸۷ نفر جمعیت دارد.